# Hüttenrode
Hüttenrode  este un cartier al orașului Blankenburg (Harz) din landul Saxonia-Anhalt, Germania. Până în 2009 a fost o comună.